# Rozhovor v tichu
Rozhovor v tichu patnácté studiové album Hany Zagorové nahrané v Hrnčíře. Album vyšlo roku 1991. 

## Seznam skladeb
Strana A:
1. Rozhovor v tichu (Petr Malásek/Václav Kopta) 04:08
2. Křest ohněm (Michal Kocáb/Michal Horáček) 3:24
3. Merilyn (Petr Hapka/Michal Horáček) 3:40
4. Vzdálení (Every time zou say good bye) (Cole Porter/Michal Horáček) 3:19
5. Vím, že se díváš (David Noll/Michal Horáček) 3:50
6. Neznámé zálivy (Jan Rotter/Pavel Vrba) 2:45

Strana B:
1. Jako starý strom (David Noll/Tomáš Hanák) 2:55
2. Říční kámen (Ryszard Rynkowski/Hana Zagorová) 3:53
3. Moře samoty (Jiří Bulis/Michal Horáček) 2:50
4. Žena za tvými zády (Grande valse brillante) (Zbygniev Konieczny/Hana Zagorová) 3:15
5. Obraz (Petr Malásek/Václav Kopta) 4:28
6. Neodcházej (Jiří Bulis/Karel Marysko) 1:30

## Hudební aranžmá
- Petr Malásek - piano, keyboard, bubny
- Petr Balzar - kontrabas
- Ivan Konečný - kytara
- František Kop - saxofon
- Miloš Jahoda - violoncello
- Komorní sdružení pražských symfoniků, řídí Bohumil Kulínský